# Quelli di sotto
Quelli di sotto (Los de abajo) è un romanzo di Mariano Azuela, pubblicato nel 1916.
Diviso in tre parti, il romanzo narra vicende della rivoluzione messicana e di alcuni suoi protagonisti.

## Trama
Il romanzo descrive l'ascesa militare del contadino Demetrio Macías; perseguito dai soldati al servizio del governo (Federales), Macías scappa sugli altipiani messicani, dove si mette a capo di un gruppo di ribelli, per sostenere la rivoluzione messicana.

## Critica
Avendo vissuto in prima persona la rivoluzione, troviamo tratti autobiografici dell'autore in alcuni personaggi. Luis Cervantes è l'alter-ego di Azuela. Medico di campo prima al servizio dei federali, disilluso dalla politica, decide di unirsi ai ribelli. Ogni personaggio rappresenta un'esacerbazione del tipico cittadino messicano che prese parte alla rivoluzione. Come Camilla, amata da Macías ma innamorata di Cervantes, la quale gentile e stoica natura la porterà verso una tragica fine, o Güero Margarito, uomo crudele vittima e carnefice allo stesso tempo. Azuela descrive con uno stile freddo e conciso, le vicende di una banda di reietti, che lottano per una causa non definita e commettono gli stessi abusi e le stesse ingiustizie che erano soliti subire dai loro vecchi leader. Così i cittadini messicani, come il titolo del libro lascia intendere, sono sempre "quelli di sotto", indipendentemente da chi governa il paese. Nel finale Macías ha perso il suo amore e la maggior parte dei suoi uomini, si riunisce alla sua famiglia senza un vero desiderio o una vera speranza di redenzione o pace. 